# Star Trek: The Next Generation
Star Trek: The Next Generation (ST:TNG, TNG) is een Amerikaanse sciencefictionserie, die deel uitmaakt van de verhalen van Star Trek. Star Trek werd door Gene Roddenberry bedacht, Star Trek: The Next Generation bestond uit 178 afleveringen in 7 seizoenen en werd uitgezonden van 28 september 1987 t/m 23 mei 1994. De serie werd in Nederland uitgezonden door de KRO.
De serie speelt zich af in de 24e eeuw, ongeveer 78 jaar na Star Trek: The Original Series, Star Trek: The Next Generation focust zich op een nieuw schip en een nieuwe bemanning.
Net als zijn voorganger heeft de serie een grote aanhang van fans en is nog altijd populair. Het was de eerste van vele series die gebaseerd zijn op de originele serie. Star Trek: The Next Generation won 18 Emmy Awards en werd in het zevende seizoen genomineerd voor een Emmy voor "Best Dramatic Series". De serie werd verder genomineerd voor drie Hugo Awards en won er twee. De serie vormde de basis voor de zevende tot en met de tiende Star Trekfilm.

## Productie
Na het kassucces van de Star Trek films besloot Paramount in 1986 om een nieuwe serie te maken. Roddenberry wilde hier eerst niets mee te maken hebben, maar ging zich er toch mee bemoeien omdat hij niet tevreden was met het eerste concept voor deze nieuwe serie. De creatie van Star Trek: The Next Generation werd aangekondigd op 10 oktober 1986.
The Next-Generation was niet de eerste poging om een nieuwe Star Trekserie te maken. Al eerder stond een serie gepland genaamd "Star Trek - Phase II", met in de hoofdrol de oorspronkelijke acteurs van de eerste serie. Deze serie kwam niet van de grond, maar leidde wel tot de productie van de eerste Star Trekfilm. Enkele scenario's voor deze serie werden later herschreven voor The Next Generation.
Roddenberry huurde een paar Star Trekveteranen in, waaronder Bob Justman, D. C. Fontana, Eddie Milkis, en David Gerrold. Rick Berman, een Paramountmedewerker, werd op Roddenberry’s verzoek toegewezen aan de serie.

### Seizoen 1
Het eerste seizoen werd gekenmerkt door een "draaideur", een komen en gaan van schrijvers. Gerrold en Fontana stopten ermee na onenigheid met Roddenberry.
Seizoen 1 wordt vaak bekritiseerd als "richtingloos". Mark Bourne van The DVD Journal schreef over seizoen 1 het volgende: "A typical episode relied on trite plots points, clumsy allegories, dry and stilted dialogue, or characterization that was taking too long to feel relaxed and natural." Andere bronnen van kritiek waren de slechte special effects en het feit dat plots vaak via een deus ex machina werden opgelost. Patrick Stewart's acteerwerk werd geprezen en de critici vonden dat de personages een grotere mogelijkheid hadden voor karakterontwikkeling dan die in de originele serie.
Hoewel de meeste afleveringen een opzichzelfstaand verhaal hadden, kwamen er wel gebeurtenissen in voor die van invloed waren op de hele serie. De terugkerende "schurk" Q werd geïntroduceerd in de proefaflevering, "Encounter at Farpoint". Het buitenaardse Ferengi-ras verscheen voor het eerst in "The Last Outpost". De mogelijkheden van het holodeck werden verkend en de geschiedenis tussen Will Riker en Deanna Troi werd uitgediept.
Latere afleveringen uit seizoen één vormden de basis voor verhaallijnen later in de serie. "Coming of Age" behandelde Wesley Crushers pogingen om op de Starfleet Academy te komen. "Heart of Glory" verkende Worfs personage, de Klingoncultuur en de ongemakkelijke samenwerking tussen de Federatie en het Klingonkeizerrijk. In "Angel One" worden de Romulans, een van de grootste vijanden uit het Star Trekuniversum, voor het eerst genoemd, terwijl de laatste seizoen 1 aflevering, "The Neutral Zone" voor een belangrijk deel draait om de hernieuwde confrontatie met hen.
Zes van de afleveringen uit seizoen één werden genomineerd voor een Emmy Award; "11001001" won de prijs voor "Outstanding Sound Editing for a Series", "The Big Goodbye" won de prijs voor "Outstanding Costume Design for a Series", en "Conspiracy" won de prijs voor "Outstanding Achievement in Makeup for a Series".

### Seizoen 2
De serie onderging significante veranderingen in het tweede seizoen. Beverly Crusher, de scheepsarts, werd vervangen door Katherine Pulaski, gespeeld door Diana Muldaur. De recreatiezaal van het schip, Ten-Forward, en de mysterieuze barvrouw Guinan verschenen voor het eerst in dit seizoen. Het aantal te produceren afleveringen werd van 26 teruggebracht naar 22 en de start van het seizoen werd vertraagd vanwege een staking van de Writers Guild of America. Vanwege de staking werd de openingsaflevering van dit seizoen, "The Child", gebaseerd op een scenario dat al was geschreven voor Star Trek: Phase II. De laatste aflevering van seizoen 2, "Shades of Gray" was een clip show. Beide afleveringen kregen veel kritiek.
Desondanks werd seizoen twee in zijn geheel gezien als een verbetering ten opzichte van seizoen één. Vooral de focus op de karakterontwikkeling werd geprezen. Co-Producer Maurice Hurley maakte bekend dat zijn belangrijkste doelstelling voor seizoen twee het introduceren van doorlopende verhaallijnen was. Hurley schreef de aflevering "Q Who?", waarin de Borg voor het eerst in beeld verschenen. Seizoen twee richtte zich vooral op de ontwikkeling van het personage Data. In de afleveringen "Elementary, Dear Data" en "The Measure of a Man" stond hij zelfs centraal. Miles O'Brien werd ook een meer prominent personage gedurende seizoen twee, terwijl Geordi La Forge de hoofdwerktuigkundige werd. Vijf van de afleveringen van seizoen twee werden genomineerd voor in totaal zes Emmy Awards; "Q Who?" won voor “Outstanding Sound Editing for a Series” en “Outstanding Sound Mixing for a Drama Series”.

### Seizoenen 3 t/m 7
In het derde seizoen werd Michael Piller de hoofdschrijver, en Gene Roddenberry kreeg een minder actieve rol. Piller en Berman werden uitvoerend producenten. Ronald D. Moore kwam bij de serie nadat hij een door hemzelf geschreven scenario indiende dat later werd omgezet tot de aflevering "The Bonding". Hij werd de "Klingonguru" van de franchise. Zes afleveringen van het derde seizoen werden genomineerd voor in totaal acht Emmy’s: "Yesterday's Enterprise" won voor Outstanding Sound Editing for a Series en "Sins of the Father" won voor Best Art Direction for a Series.
Brannon Braga en Jeri Taylor voegden zich in het vierde seizoen bij de show. Zeven afleveringen van seizoen vier werden genomineerd voor Emmy’s. "The Best of Both Worlds, Part II" won voor zowel Outstanding Sound Editing in a Series als Outstanding Sound Mixing for a Series.
Het vijfde seizoen opende met een eerbetoon aan Star Trekbedenker Gene Roddenberry, die overleed op 24 oktober 1991. Zijn naam werd ondanks zijn overlijden nog steeds in de aftiteling genoemd als “uitvoerend producent”. De franchise zelf werd overgenomen door Berman. Zeven afleveringen van het vijfde seizoen werden voor Emmy’s genomineerd; "Cost of Living" won voor Outstanding Individual Achievement in Costume Design for a Series en Outstanding Individual Achievement in Makeup for a Series. "A Matter of Time" en "Conundrum" wonnen beide voor Outstanding Individual Achievement in Special Visual Effects. De aflevering "The Inner Light" was de eerste aflevering sinds "The City on the Edge of Forever" die een Hugo Award voor Best Dramatic Presentation won.
Drie afleveringen van het zesde seizoen werden genomineerd voor Emmy’s; "Time's Arrow, Part II" won voor zowel Outstanding Individual Achievement in Costume Design for a Series als Outstanding Individual Achievement in Hairstyling for a Series. "A Fistful of Datas" won voor Outstanding Individual Achievement in Sound Mixing for a Drama Series.
Het zevende seizoen was het laatste voor The Next Generation. De laatste aflevering, "All Good Things...", was een dubbele aflevering die werd uitgezonden in de week van 19 mei, 1994. De finale van de serie werd groots uitgezonden in Toronto's SkyDome. Duizenden mensen kwamen naar het stadion om de laatste aflevering daar op het Jumbotron te bekijken. Vijf afleveringen van seizoen zeven werden genomineerd voor Emmy's. "All Good Things..." won voor Outstanding Individual Achievement in Special Visual Effects en "Genesis" won voor Outstanding Individual Achievement in Sound Mixing for a Drama Series. "All Good Things..." won ook de tweede Hugo Award van de serie.

## Verhaal
Tachtig jaar na de reizen van James T. Kirk en zijn bemanning gaat een nieuwe "Enterprise" (USS Enterprise NCC-1701-D) op een reis door de ruimte. Het schip, aangevoerd door Jean-Luc Picard, heeft de taak te verkennen en te onderhandelen, maar indien nodig ook te vechten.
Elke aflevering begon met een gesproken intro van Patrick Stewart, waarvan de tekst vrijwel gelijk was aan die van de originele serie. Alleen werd de zinsnede "no man" vervangen door de sekseneutralere tekst "no one" en werd "5-year mission" vervangen door "continuing mission":
Space: the final frontier. These are the voyages of the starship "Enterprise". Its continuing mission: to explore strange new worlds, to seek out new life and new civilizations, to boldly go where no one has gone before.
De bemanning van de Enterprise ontmoet op hun reizen vele nieuwe rassen en soorten. Dramatische plots zoals tijdreizen, natuurrampen en conflicten werden verwerkt in de afleveringen.

## Rolverdeling
| Personage           | Acteur          | Positie                             | Soort/volk                | Bijzonderheden                                                |
| Jean-Luc Picard     | Patrick Stewart | Kapitein (CO)                       | Mens                      |                                                               |
| William T. Riker    | Jonathan Frakes | 1st officer (XO Commander)          | Mens                      | Trouwt met Deanna Troi in TNG film "Nemesis"                  |
| Beverly Crusher     | Gates McFadden  | Scheepsarts (Commander)             | Mens                      | Moeder van Wesley Crusher                                     |
| Data                | Brent Spiner    | 2nd Officer (Lt. Commander)         | Androïde                  | Sterft in TNG film "Nemesis"                                  |
| Deanna Troi         | Marina Sirtis   | Adviseur (Commander)                | Half mens, half Betazoïde | empathisch, Trouwt met William T. Riker in TNG film "Nemesis" |
| Tasha Yar           | Denise Crosby   | Chief of Security (Luitenant)       | Mens                      | Sterft in "seizoen 1" aflevering: "Skin of Evil"              |
| Worf, zoon van Mogh | Michael Dorn    | Chief Tactical/Security (Luitenant) | Klingon                   |                                                               |
| Geordi La Forge     | LeVar Burton    | Chief Engineer (Lt. Commander)      | Mens                      | Blind                                                         |
| Wesley Crusher      | Will Wheaton    | Cadet                               | Mens                      | Zoon van Dr.Crusher                                           |
| Guinan              | Whoopi Goldberg | Bardame                             | El-Auriaan                | empathisch                                                    |
| Miles O'Brien       | Colm Meaney     | Transporter Chief                   | Mens                      |                                                               |
| Lwaxana Troi        | Majel Barrett   |                                     | Betazoïde                 | empathisch, moeder Deanna Troi                                |
| Q                   | John de Lancie  | Q                                   | Q                         | Onsterfelijk, bovennatuurlijk                                 |

De rolbezetting onderging verschillende veranderingen gedurende de serie. Denise Crosby koos ervoor kort voor het einde van seizoen 1 te vertrekken. Michael Dorn's Worf personage verving Yar als security chief en tactical officer. Crosby keerde terug in "Yesterday's Enterprise" en "All Good Things...". Ook speelt ze haar dochter in de dubbel aflevering: Redemption.

## Connecties met andere Star Trek incarnaties
De intromuziek van de serie combineerde de fanfare van de originele serie door Alexander Courage met Jerry Goldsmith's intro voor Star Trek: The Motion Picture.
Sommige sets van de originele serie werden hergebruikt voor The Next Generation. Deel van de transporterkamer in The Next Generation werd ook gebruikt in de Originele Star Trek's transporterset.
Varianten van Enterprise's LCARS-computer verschenen in de Deep Space Nine- en Voyager-spin-offs en de Next Generation-films. De serie introduceerde ook de stardate met 5 cijfers. Deep Space Nine''s opening stardate van 46379 is in overeenstemming met The Next Generation's zesde seizoen, en Voyager's 48315 met een eventueel achtste seizoen van The Next Generation
Drie originele Star Trekacteurs verschenen in hun bekende rollen in The Next Generation: DeForest Kelley als Leonard McCoy in "Encounter at Farpoint", Leonard Nimoy als Spock in "Unification", en James Doohan als Montgomery Scott in "Relics". Mark Lenard speelde Sarek voor zowel "Sarek" en "Unification, Part I". De Klingons, die in de vorige serie nog de vijanden waren, waren nu de bondgenoten van de Federatie.
The Next Generation introduceerde twee personages die later in Deep Space Nine grote rollen zouden hebben: Miles O'Brien (gespeeld door Colm Meaney) en Worf.
Reginald Barclay, Deanna Troi, Q, William Riker en Geordi La Forge verschenen in Voyager. Tom Paris, een hoofdpersonage uit Voyager, was gebaseerd op het Next Generation personage Nicholas Locarno; Robert Duncan McNeill, die Locarno speelde, speelde ook Paris.
Deanna Troi en William Riker verschenen in de Enterprise finale "These Are the Voyages..."

## Spin-offs
Er verschenen vier films gebaseerd op “The Next Generation”:
- Star Trek: Generations (1994)
- Star Trek: First Contact (1996)
- Star Trek: Insurrection (1998)
- Star Trek: Nemesis (2002)

The Next Generation werd opgevolgd door nog vijf series, waarvan Picard het chronologische vervolg biedt op deze serie:
- Star Trek: Deep Space Nine (1993-1999)
- Star Trek: Voyager (1995-2001)
- Star Trek: Enterprise (2001-2005)
- Star Trek: Discovery (2017-heden)
- Star Trek: Picard (2020-heden)

De serie diende ook als inspiratie voor verschillende romans, websites en fanfictie.